# Чернігів (баскетбольний клуб)
Баскетбольний клуб «Чернігів» — український баскетбольний клуб з Чернігова, заснований у 2009 році.

## На обласному рівні
У 2015 році клуб переміг в меморіалі Дмитра Чабанюка, який проходив у Чернігові.. Також неодноразово брав участь у чемпіонатах Чернігівській області.

## Перша ліга
У сезоні 2017/18 клуб заявився для участі у чемпіонаті України з баскетболу серед чоловіків у Першій лізі (третій за силою дивізіон українського баскетболу), чим перервав майже 15-річну паузу у виступах команд з Чернігівської області на Всеукраїнському рівні.
Очолив колектив 29-річний Олександр Хоменко, який до цього тренував баскетбольний клуб «Север», що виступає у чемпіонаті Чернігівської області. Наставник заявив про ставку на вихованців чернігівського баскетболу і мету увійти в трійку кращих команд Першої ліги за підсумками дебютного сезону.
Першу перемогу на Всеукраїнському рівні БК «Чернігів» добув в першому ж матчі Першої ліги. 28 жовтня 2017 року Києві чернігівці обіграли місцевий «КСЛІ-КИЇВ-Баскет» 89-69.
Однак потім послідувала серія з 6 поразок поспіль. Двічі програв БК «Чернігів» й в перших домашніх матчах Першої ліги: 9 і 10 грудня 2017 року на своєму паркеті клуб поступився БК «Житомир» 83-90 та 87-89, незважаючи на те, що за три хвилини до кінця другого матчу вів в рахунку з перевагою у 8 очок.
Першу домашню перемогу у Першій лізі «Чернігів» одержав 16 грудня 2017 року в овертаймі перегравши БК «Маяк» (Сарни) 94-90.

### Гравці
Станом на 14 грудня 2017)
| No | Національність | Гравець              | Дата народження | Зріст | Позиція            |
| -- | -------------- | -------------------- | --------------- | ----- | ------------------ |
| 1  | Україна        | Олександр Хоменко    | 1988            | 190   | форвард            |
| 3  | Україна        | Денис Солодовніков   | 1993            | 185   | розігруючий        |
| 5  | Україна        | Андрій Богатирьов    | 1990            | 191   | форвард            |
| 7  | Україна        | Олег Овчаренко       | 1997            | 180   | розігруючий        |
| 9  | Україна        | Артур Квач           | 1984            | 193   | форвард            |
| 10 | Україна        | Олексій Рушаков      | 1996            | 190   | форвард            |
| 17 | Україна        | Олексій Тищенко      | 1992            | 188   | форвард            |
| 20 | Україна        | Дмитро Шепель        | 1993            | 193   | форвард            |
| 21 | Україна        | Євгеній Сокирко      | 1984            | 196   | центровий          |
| 43 | Україна        | Павло Ятченко        | 1992            | 196   | форвард            |
| 73 | Україна        | Денис Заворотний     | 2000            | 179   | розігруючий        |
| 91 | Україна        | Анатолій Осипенко    | 1991            | 202   | центровий          |
| 99 | Україна        | Дмитро Шапко         | 1999            | 186   | атакуючий захисник |
| 77 | Україна        | Володимир Чехун      | 1984            | 195   | легкий форвард     |
|    | Україна        | Ігор Саченко         | 1977            | 180   | атакуючий захисник |
|    | Україна        | Станіслав Терлецький | 1983            | 188   | форвард            |
|    | Україна        | Олександр Щирський   | 2000            | 190   | форвард            |
|    | Україна        | Юрій Паршуков        | 1979            | 185   | форвард            |
|    | Україна        | Дмитро Якимець       | 1991            | 177   | захисник           |
|    | Україна        | Роман Ященко         | 2000            | 174   | захисник           |
|    | Україна        | Денис Мисік          | 2002            |       | форвард            |
|    | Україна        | Ярослав Кизюн        | 1993            | 193   | форвард            |
|    | Україна        | Борис Луговський     | 1986            | 188   | форвард            |